# Marine Ménager

a Compétitions nationales et continentales officielles uniquement.

b Matchs officiels uniquement.
Dernière mise à jour le 15 juillet 2025.
Marine Ménager, née le 26 juillet 1996, est une joueuse internationale française de rugby à XV évoluant aux postes d'ailière ou de centre.
En compagnie de sa jumelle Romane Ménager, elle remporte le titre de championne de France en 2016 avec le Lille Métropole RC villeneuvois et remporte un Grand Chelem lors du Tournoi des Six Nations 2018.

## Biographie
C'est en voulant suivre leur sœur ainée Caroline que les jumelles Marine et Romane Ménager rejoignent un club de rugby à XV, le LMRC Villeneuve d'Ascq à l'âge de sept ans. Ensemble, elles font leurs débuts dans l'élite du rugby français, le Championnat de France à l'âge de 18 ans. Toutefois, bien que jumelles, elles ne jouent pas aux même postes : Romane évolue au poste de troisième ligne centre alors que sa jumelle joue ailière. 
Lors de la saison 2015-2016, elles participent à la finale du championnat de France contre le Montpellier RC, finale remportée sur le score de 18 à 7, Romane Ménager inscrivant l'un des deux essais de son équipe,.
Un an après la première sélection de sa sœur, en novembre 2015 contre l'Angleterre, Marine fait ses débuts en équipe de France le 22 novembre 2016 lors d'un match de la tournée d'automne contre les États-Unis. Lors de cette rencontre, disputée à Béziers et remportée 36 à 10, elle évolue avec sa sœur qui compte alors dix sélections. Non présente dans le groupe qui dispute le premier match du Tournoi des Six Nations 2017 pour le match contre l'Angleterre, elle participe aux deux rencontres suivantes, remplaçante contre l'Écosse et l'Irlande, rentrant en jeu en tant qu'ailière à la 50e et à la 52e. Elle ne participe pas aux deux derniers matchs, contre l'Italie et le pays de Galles, période où elle fait partie de l'équipe de rugby à sept développement qui se rend à Okinawa au Japon. En club, elle dispute, en compagnie de Romane, une nouvelle finale du championnat, de nouveau contre le Montpellier RC, ce dernier club prenant sa revanche en s'imposant 17 à 11,.
Retenue dans une première liste pour préparer la Coupe du monde 2017 en Irlande, la manager de l'équipe de France Annick Hayraud ne la retient pas dans le groupe de 28 joueuses où figure sa sœur.
Marine Ménager est sélectionnée au sein de l'équipe de France développement de rugby à sept, qui dispute un tournoi sur invitation en parallèle du Tournoi de Dubaï, première étape de la saison 2017-2018 des World Rugby Women's Sevens Series.
Retenue pour le Tournoi des Six Nations 2018, elle entre à la 46e minute de la victoire face à l'Irlande, puis à la 58e lors de la victoire à Glasgow 26 à 3 contre l'Écosse. Le 24 février au stade Armand-Cesari de Furiani contre l'Italie, elle marque deux essais (35e et 76e) lors d'une victoire 57 à 0,. Après une victoire 18 à 17 contre l'Angleterre, entrée à la 74e minute, elle participe à la victoire 38 à 3 contre le pays de Galles, entrant à la 45e minute. Elle participe ainsi aux cinq rencontres de ce Grand Chelem. Sur la scène nationale, le Lille Métropole des sœurs Ménager, deuxième de la phase régulière, s'incline face au Stade toulousain en demi-finale : victoire 6 à 3 à Toulouse, puis défaite lors du match retour sur le sore de 24 à 19.
Cette même année, elle quitte Lille avec sa sœur pour rejoindre l'effectif du Montpellier RC.
En novembre 2018, elle fait partie, avec sa sœur, des 24 premières joueuses françaises de rugby à XV qui signent un contrat fédéral à mi-temps. Son contrat est prolongé pour la saison 2019-2020.
En 2022, elle est sélectionnée par Thomas Darracq pour disputer la Coupe du monde en Nouvelle-Zélande, puis à nouveau à l'automne 2023 pour le WXV, toujours en Nouvelle-Zélande.
En mai 2025, elle annonce mettre un terme à sa carrière à l'issue de la Coupe du monde 2025, à 29 ans.

## Palmarès
- Vainqueur du Championnat de France en 2016 avec le Lille Métropole RC villeneuvois et en 2019 avec le Montpellier RC.